# Triaca

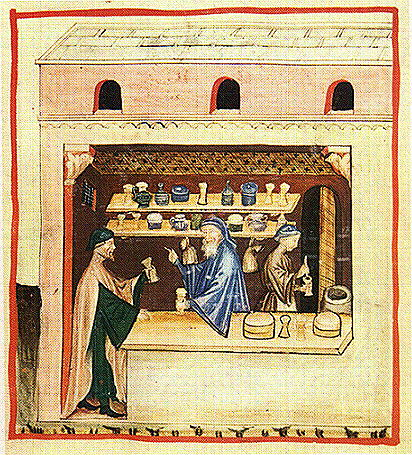
Preparación de la triaca. Ilustración de Tacuinum sanitatis.

La triaca o teriaca (del árabe tiryāq, del latín theriaca y del griego θηριον) era un preparado polifármaco compuesto por varios ingredientes distintos (en ocasiones más de 70) de origen vegetal, mineral o animal, incluyendo opio y en ocasiones carne de víbora. Se usó desde el siglo III a. C., originalmente como antídoto contra venenos, incluyendo los derivados de mordeduras de animales, y posteriormente se utilizó también como medicamento contra numerosas enfermedades, siendo considerado una panacea universal. Se popularizó en la Edad Media, y durante muchos siglos se empleó con variaciones en su formulación, registrándose en las principales farmacopeas de la época hasta que perdió auge en los siglo XVIII y XIX. 

## Composición
Los ingredientes utilizados variaron en número, cantidad y condición, dependiendo de la época, del uso al que fuera dedicada y del farmacéutico encargado de su elaboración. El número de sus componentes podía variar entre los 4 de la triaca diatessaron y 78 de la de Nicóstrato. La cantidad utilizada de cada ingrediente era minuciosamente pesada, a veces hasta la sexagésima parte de un denario (0,08 gramos).
Algunos de los componentes utilizados en las triacas elaboradas en la Antigüedad no han podido ser todavía identificados. Entre los conocidos destacaba el uso del opio como componente principal, así como de numerosas especies vegetales entre las que se incluyen eléboro, jengibre, lirio de Florencia, valeriana, cálamo aromático, ruibarbo, tormentila, raíz de aristoloquia de Virginia (aristoloquia serpentaria), raíz de asarabacara, raíz de genciana, madera de aloe, canela de Ceylán, escila, díctamo de Creta (mejorana), rosa roja, azafrán, agárico blanco (agarikon), zumo de regaliz, extracto de acacia catechu, goma arábiga, mirra, olíbano, benjuí y otras muchas más. También se usaron ingredientes de procedencia animal, como castóreo o carne de víbora, y minerales, tales como terra sigillata, betún de Judea o sulfato de hierro. 
Todas estas sustancias eran convenientemente desecadas, trituradas hasta formar una mezcla homogénea y disueltas en trementina, vino y una cantidad abundante de miel, que actuaba como excipiente, siendo la triaca, por esta razón, considerada un electuario.
La fórmula exacta fue recogida en numerosos tratados, desde la Theriakà de Galeno en el siglo I hasta la Pharmacopoeia augustana de 1653 de Johann Zwelfer, el Codex francés de 1758 o las farmacopeas españolas de principios del siglo XX.

## Administración
Para las afecciones internas la dosis habitual era de 4 gramos para los adultos, y de entre 50 centigramos a 2 gramos para los niños, según su edad, pudiendo tomarse en estado sólido o disuelta en agua o vino. Para su uso externo podía untarse a modo de pomada; José Arnau, médico valenciano del siglo XVIII, era partidario de administrarla estopada: disuelta la triaca en vino y aplicada sobre una estopa a modo de cataplasma.

## Historia

### Orígenes

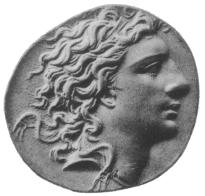
Mitrídates VI.

Su antecedente se atribuye a los preparados elaborados en la Escuela de Alejandría, aunque más conocido fue el mitridato o mithridatium, así llamado en recuerdo de Mitrídates VI, rey del Ponto del siglo II a. C., en Asia Menor. En un intento por protegerse de posibles envenenamientos, Mitrídates experimentaba los efectos de distintos venenos y antídotos con delincuentes convictos y consigo mismo. Según Apiano, cuando fue derrotado por Pompeyo, Mitrídates VI intentó suicidarse ingiriendo veneno para evitar su captura por los romanos, pero al estar inmunizado contra todo tipo de tóxicos, debió recurrir a uno de sus oficiales para que le provocase la muerte a espada. Aulio Cornelio Celso, enciclopedista romano del siglo I a. C., recogió en su obra De Medicina (V.23.3) la composición del mithridatium.
También en el siglo II a. C. se conocería la triaca de Nicandro, recogida por Nicandro de Colofón en su poema Theriakà.

### Antigüedad
En el siglo I Andrómaco, médico del emperador romano Nerón, mejoró la fórmula del mithridatium, ampliando el número de sus ingredientes e incluyendo la carne de víbora. La composición de la triaca de Andrómaco o triaca magna quedó recogida en un poema compuesto por el propio Andrómaco. Antipater, Nicostrato o Damocrates también dejarían constancia de otras tantas triacas.
Plinio el Viejo, en su Naturalis Historia (siglo I) se muestra escéptico de la utilidad de las triacas, dado lo reducido de algunos de sus ingredientes y lo absurdo de sus proporciones.
En el siglo II se haría famosa la gran triaca de Galeno, quien dedicaría un libro completo a este compuesto.
El Antidotarium Nicolai, publicado en Italia a mediados del siglo XI o el 
Tratado de la teriaca del siglo XII, en árabe, también harían referencia a la triaca.

### Edad Moderna
Francisco Franco, médico español del siglo XVI, les dedicaría un capítulo de su obra Libro de enfermedades contagiosas y de la preseruación dellas detallando el proceso de su elaboración, al igual que Fray Esteban Núñez en Miropolio general y racional de botica (1680) o Juan Francisco Capello en Epílogo de maravillosos, y experimentados antídotos contra la peste de 1721.
La triaca se convirtió posteriormente en un artículo importante de comercio en la Europa Occidental; la triaca veneciana era especialmente valorada. Durante el siglo XVIII, en las grandes ciudades europeas la pomposa ceremonia de elaborar las triacas corría a cargo de farmacéuticos destacados bajo la supervisión, normalmente, del Collegium medicum local.

### Edad Contemporánea
En los siglos XVIII y XIX, con el desarrollo de la química, comenzaron a aparecer las primeras discusiones serias sobre la efectividad real de las triacas, y su importancia empezó a decaer.
En 1745 William Heberden, médico inglés del Royal College of Physicians de Londres, publicó un tratado (Antitheriaka:Essay on Mithridatium and Theriaca) recogiendo los efectos inútiles de los ingredientes, lo que motivó la exclusión de las triacas de la farmacopea londinense al año siguiente. 
En Bolonia desapareció a finales del siglo XVIII, en Venecia a mediados del siglo XIX y en Nápoles a principios del siglo XX.
En México fue retirada en 1908, cuando salió publicada la edición del Códex Francés. En España, el Colegio de Farmacéuticos de Madrid decidió en 1920 dejar de preparar el medicamento.